# Día D (programa de televisión)
Día D fue un programa periodístico conducido por Jorge Lanata. El programa fue emitido por América TV en 1996, 1997, 1999, 2000 y 2003, exceptuando el año 1998 el programa estaba ocupado por La noche del domingo. Entre 2001 y 2002 estuvo en su lugar Detrás de las Noticias.

## Conductor
- Jorge Lanata

## Panelistas
- Adolfo Castelo
- Adrián Paenza
- Ernesto Tenembaum
- Marcelo Zlotogwiazda
- Horacio Fontova
- Javier Castrilli
- María O'Donnell
- Andrés Klipphan
- Reynaldo Sietecase
- Maximiliano Montenegro
- Martín Caparrós
- Gisela Marziotta
- María Julia Oliván
- Claudio Martínez
- Andrea Rodríguez

## Premios y nominaciones
- Martín Fierro 1996
  - Mejor programa periodístico

- Martín Fierro 1997
  - Mejor programa periodístico

- Premios Fund TV 1998
  - Mejor programa periodístico local

- Martín Fierro 1999
  - Mejor programa periodístico

- Premios Clarín Espectáculos 2003
  - Mejor programa periodístico

- Datos: Q28517338